# Zenyatta
Zenyatta est une jument de course pur-sang anglais américaine née en 2004. Lauréate de deux épreuves de la Breeders' Cup, cheval de l'année en 2010 et membre du Hall of Fame des courses américaines, elle est demeurée invaincue durant 19 courses, terminant deuxième lors de ses adieux à la compétition.  

## Carrière de courses
Acquise pour la somme relativement modeste de 60 000 $ en septembre 2005, Zenyatta, qui doit son nom à l'album Zenyattà Mondatta de The Police, groupe découverte par le propriétaire de la championne, Jerry Moss (cofondateur de la maison de disques A&M Records) connait un parcours singulier, puisqu'on la découvre sur les pistes seulement à la fin de l'année de ses trois ans, à l'âge où la plupart de ses contemporaines sont déjà proches de la retraite. Entraînée en Californie par John Shirreffs, la pouliche fait donc deux apparitions victorieuses en 2007, et ne prend véritablement son envol que l'année suivante. Une rentrée victorieuse dans un groupe 2, puis elle s'adjuge sa première victoire au plus haut niveau, dans le Apple Blossom Handicap, en avril. Toujours invaincue, désormais lauréate de groupe 1, la jument se dirige vers la Breeders' Cup, point d'orgue de la saison, glanant au passage plusieurs succès (dont un autre groupe 1, les Lady's Secret Stakes) et quelques records de vitesse. Elle est finalement dirigée vers le Breeders' Cup Ladies' Classic, qu'elle s'adjuge sans coup férir. Pressentie pour le titre de Cheval de l'année, elle n'obtient finalement que celui de meilleure jument d'âge de l'année. 

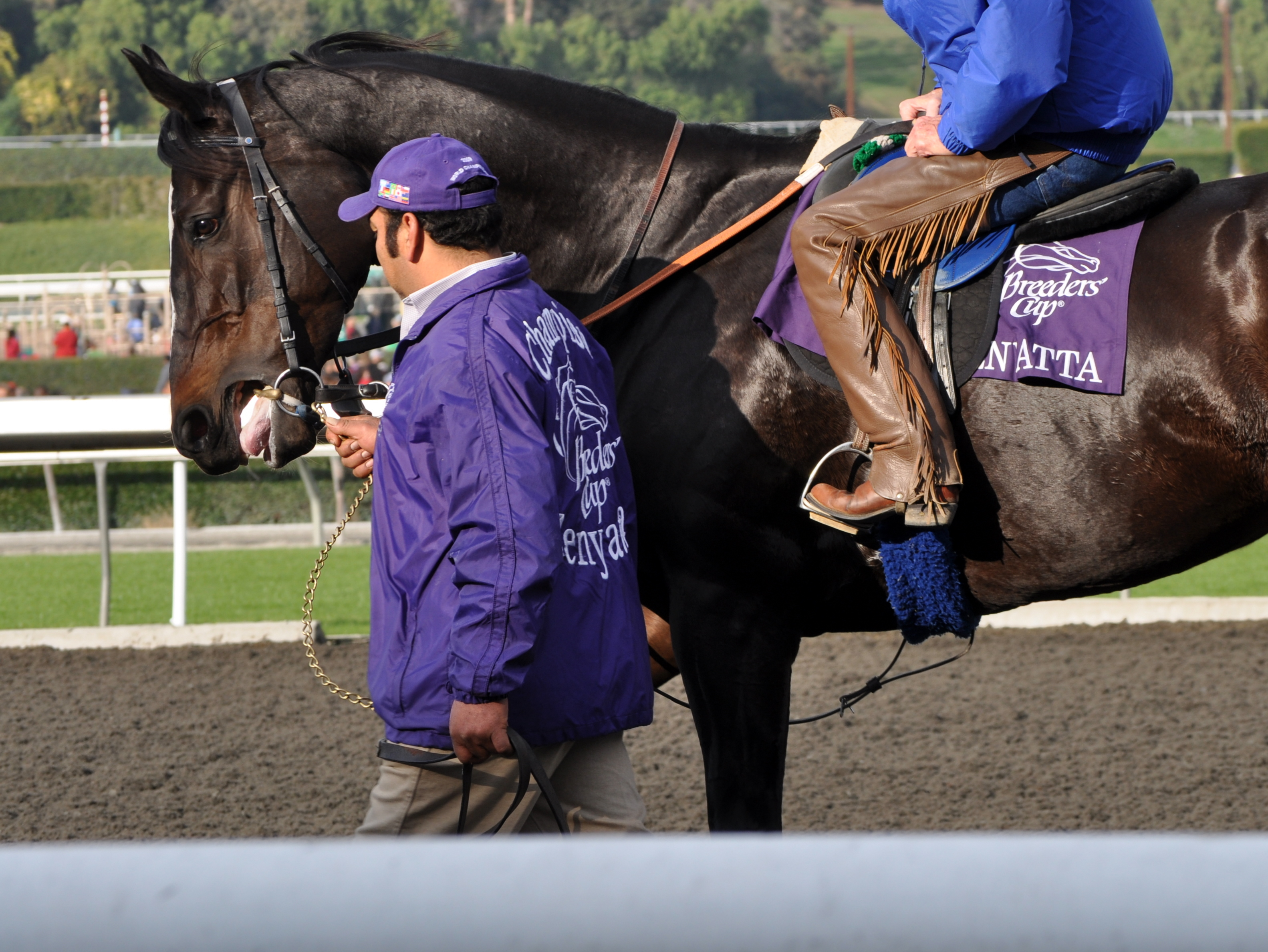
Zenyatta lors de la Breeders' Cup 2009

En 2009, Zenyatta a 5 ans, mais elle est comme neuve. Il est toutefois décidée de lui offrir un programme léger, entièrement dessiné en vue de son objectif principal, une tentative dans la Breeders' Cup Classic, qu'aucune femelle n'a réussi à remporter depuis la création de l'épreuve, en 1984. Son année commence par une victoire dans un groupe 2 où, portant 63 kg, elle défait Life is Sweet qui, quelques mois plus tard, allait lui succéder au palmarès de la Breeders' Cup Ladies' Classic. Après trois autres victoires dans des handicaps où elle doit rendre beaucoup de poids à ses adversaires, elle se présente donc invaincue au départ de la Breeders' Cup Classic, malheureusement privée de la participation de la phénoménale pouliche Rachel Alexandra, lauréate face aux mâles des Preakness Stakes et des Woodward Stakes, après avoir écrasée sa génération dans les Kentucky Oaks, survolés par 20 longueurs. Dans la course reine, on lui oppose Mine That Bird (vainqueur surprise du Kentucky Derby et placé des Belmont Stakes et des Preakness Stakes), Summer Bird (Belmont Stakes, Travers Stakes, Jockey Club Gold Cup) et l'Irlandais Rip Van Winkle (Queen Elizabeth II Stakes, Sussex Stakes). Aucun d'eux, non plus qu'un départ compliqué qui la fait se retrouver en queue de peloton aux deux tiers de la course, ne l'empêcheront de demeurer invaincue, au prix d'une extraordinaire ligne droite. 14 courses, 14 victoires.
Après cet exploit, l'entourage de la championne annonce que la jument ne courra plus et entre au haras, n'ayant plus rien à prouver. Cette annonce fait naître toutefois un grand regret : celui de ne pas l'avoir vue affronter une autre pouliche exceptionnelle. Mais après quelques semaines, retournement de situation : les propriétaires de Zenyatta reviennent sur leur décision et annoncent que leur protégée sera bien sur les pistes en 2010, avec, peut-être, en point de mire un match contre Rachel Alexandra, qui lui a ravi après un suspens intense de le titre de cheval de l'année et ne lui a laissé qu'un nouveau titre de meilleure jument d'âge. Ses performances lui valent par ailleurs une deuxième place au classement des sportives de l'année établi par Associated Press (derrière la joueuse de tennis Serena Williams).

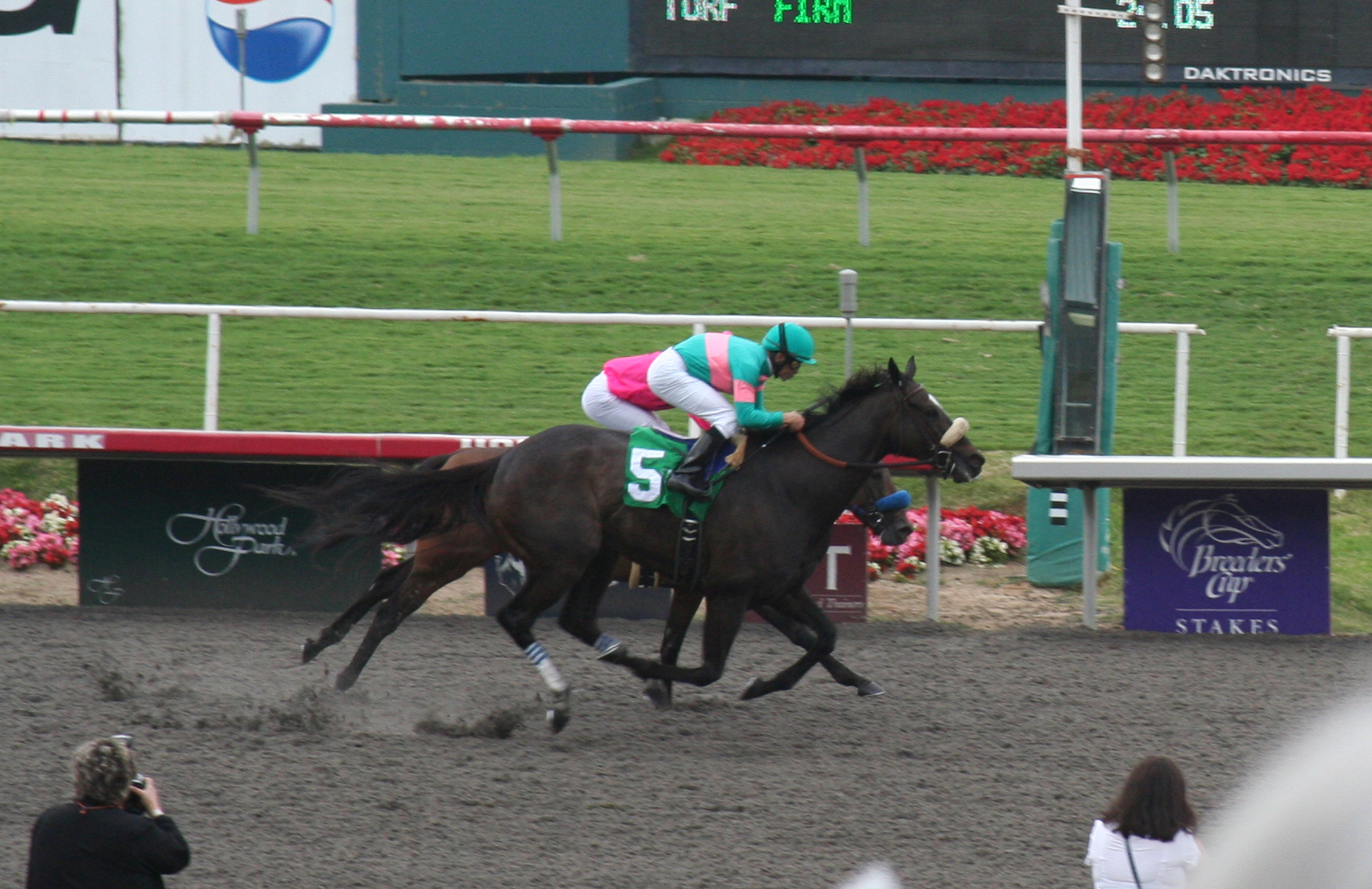
Zenyatta dans le Vanity Handicap en 2010

Zenyatta effectue sa rentrée le 13 mars sur l'hippodrome de Santa Anita, dans le Santa Margarita Invitational Handicap, qu'elle s'adjuge facilement. Tout semble prêt pour le grand match contre Rachel Alexandra, programmé dans le Apple Blossom Handicap à Oaklawn Park, dans l'Arkansas, un groupe 1 dont l'allocation est décuplée pour l'occasion, et portée à 5 millions de dollars. Mais ce même 13 mars, Rachel Alexandra termine seulement deuxième pour sa rentrée, dans une course pourtant largement à sa portée. La perspective d'une rencontre avec Zenyatta est ajournée, tandis que cette dernière, qui court et empoche facilement le Apple Blossom H. (dont l'allocation reste finalement à 500 000 $), égale ainsi le record de 16 victoires consécutives, tenu par les mythiques Cigar et Citation. Elle porte ce record à 18 après ses victoires dans le Clement L. Hirsch Handicap et, pour la troisième fois, le Vanity Handicap. En octobre, en prélude à ses adieux programmés dans la Breeders' Cup Classic, Zenyatta effectue sa dernière sortie sur la côte Ouest, à Hollywood Park, dans les Lady's Secret Stakes, au palmarès duquel elle se succède à elle-même.
C'est donc Churchill Downs, dans la Breeders' Cup Classic, que Zenyatta doit trouver le théâtre de son ultime exploit. Archi-favorite, la jument manque complètement son départ, ce qui lui vaut de musarder durant la plus grande partie du parcours en dernière position, à pas moins d'une vingtaine de longueur de la tête du peloton. Son jockey, Mike Smith, ne cherche pas à revenir trop vite vers la tête et commencer à se rapprocher un peu à l'amorce du dernier tournant. On peine alors à imaginer la championne participer à l'emballage final tant elle est loin de la tête, ses rivaux ne l'ayant pas attendue dans cette course menée tambour battant. Mais alors que dans la ligne droite la lutte fait rage pour la victoire, Zenyatta accélère et fond sur les leaders, comblant un terrain phénoménal. Devant une foule en délire de 150 000 personnes qui l'encourage, poussée par son jockey, Zenyatta enclenche la surmultipliée et vient lutter avec le 4 ans Blame, monté par un Garett Gomez déchaîné. La lutte est extraordinaire mais Zenyatta vient échouer d'une tête sur le poteau, alors qu'elle aurait gagné quelques mètres plus loin. L'invincible vient de connaître pour la première fois la défaite, mais sort grandie de cette course, dont la ligne droite restera dans les mémoires. Elle aura tout de même réussi des adieux à la hauteur de son talent et à conquérir le titre de cheval de l'année tout en terminant une deuxième fois deuxième du classement des sportives de l'année, derrière la skieuse Lindsey Vonn. Elle est aussi la jument la plus riche de l'histoire des courses américaines, avec 7 304 580 dollars de gains et le record de groupe 1 pour une jument aux États-Unis.  

### Résumé de carrière
| Date         | Hippodrome      | Pays        | Course                       | Statut      | Distance    | Jockey      | Place       | Écart       | Vainqueur ou deuxième |
| 2007, 3 ans  | 2007, 3 ans     | 2007, 3 ans | 2007, 3 ans                  | 2007, 3 ans | 2007, 3 ans | 2007, 3 ans | 2007, 3 ans | 2007, 3 ans | 2007, 3 ans           |
| ------------ | --------------- | ----------- | ---------------------------- | ----------- | ----------- | ----------- | ----------- | ----------- | --------------------- |
| 22 novembre  | Hollywood Park  | États-Unis  | Maiden                       |             | 1 300 m     | D. Flores   | 1er / 12    | 3           | Carmel Coffee         |
| 15 décembre  | Hollywood Park  | États-Unis  | Allowance                    |             | 1 700 m     | D. Flores   | 1er / 7     | 3 ½         | Quite A Stormkat      |
| 2008, 4 ans  |                 |             |                              |             |             |             |             |             |                       |
| 13 janvier   | Santa Anita     | États-Unis  | El Encino Stakes             | Gr. 2       | 1 700 m     | D. Flores   | 1er / 6     | 1 ¾         | Tough Tiz's Sis       |
| 5 avril      | Oaklawn Park    | États-Unis  | Apple Blossom Handicap       | Gr. 1       | 1 700 m     | Mike Smith  | 1er / 6     | 4 ½         | Brownie Point's       |
| 31 mai       | Hollywood Park  | États-Unis  | Milady Handicap              | Gr. 2       | 1 700 m     | Mike Smith  | 1er / 5     | 2 ½         | Santa Teresita        |
| 5 juillet    | Hollywood Park  | États-Unis  | Vanity Handicap              | Gr. 1       | 1 800 m     | Mike Smith  | 1er / 7     | 1/2         | Tough Tiz's Sis       |
| 2 août       | Del Mar         | États-Unis  | Clement L. Hirsch Stakes     | Gr. 1       | 1 700 m     | Mike Smith  | 1er / 8     | 1           | Model                 |
| 27 septembre | Santa Anita     | États-Unis  | Lady's Secret Stakes         | Gr. 1       | 1 700 m     | Mike Smith  | 1er / 4     | 3 ½         | Hystericalady         |
| 24 octobre   | Santa Anita     | États-Unis  | Breeders' Cup Ladies Classic | Gr. 1       | 1 800 m     | Mike Smith  | 1er / 8     | 1 ½         | Cocoa Beach           |
| 2009, 5 ans  |                 |             |                              |             |             |             |             |             |                       |
| 23 mai       | Hollywood Park  | États-Unis  | Milady Handicap              | Gr. 2       | 1 700 m     | Mike Smith  | 1er / 6     | 1 ¾         | Life is Sweet         |
| 27 juin      | Hollywood Park  | États-Unis  | Vanity Handicap              | Gr. 1       | 1 800 m     | Mike Smith  | 1er / 6     | 2 ½         | Briecat               |
| 9 août       | Del Mar         | États-Unis  | Clement L. Hirsch Stakes     | Gr. 1       | 1 700 m     | Mike Smith  | 1er / 7     | tête        | Anabaa's Creation     |
| 10 octobre   | Santa Anita     | États-Unis  | Lady's Secret Stakes         | Gr. 1       | 1 700 m     | Mike Smith  | 1er / 7     | 1 ¼         | Lethal Heat           |
| 7 novembre   | Santa Anita     | États-Unis  | Breeders' Cup Classic        | Gr. 1       | 2 000 m     | Mike Smith  | 1er / 12    | 1           | Gio Ponti             |
| 2010, 6 ans  |                 |             |                              |             |             |             |             |             |                       |
| 13 mars      | Santa Anita     | États-Unis  | Santa Margarita Handicap     | Gr. 1       | 1 800 m     | Mike Smith  | 1er / 8     | 1 ¼         | Dance To My Tune      |
| 10 avril     | Oaklawn Park    | États-Unis  | Apple Blossom Handicap       | Gr. 1       | 1 800 m     | Mike Smith  | 1er / 5     | 4 ¼         | Taptam                |
| 15 juin      | Hollywood Park  | États-Unis  | Vanity Handicap              | Gr. 2       | 1 800 m     | Mike Smith  | 1er / 6     | 1/2         | St Trinians           |
| 8 août       | Del Mar         | États-Unis  | Clement L. Hirsch Stakes     | Gr. 1       | 1 700 m     | Mike Smith  | 1er / 6     | encolure    | Rinterval             |
| 3 octobre    | Hollywood Park  | États-Unis  | Lady's Secret Stakes         | Gr. 1       | 1 700 m     | Mike Smith  | 1er / 5     | 1/2         | Switch                |
| 6 novembre   | Churchill Downs | États-Unis  | Breeders' Cup Classic        | Gr. 1       | 2 000 m     | Mike Smith  | 2e / 12     | tête        | Blame                 |

## Au haras
Installée à Lane's End Farm à Versailles dans le Kentucky, Zenyatta est présentée au top étalon Bernardini, et de cette union nait un poulain en 2012, qui ne pourra s'illustrer en compétition. Son deuxième produit est un fils de Tapit, autre étalon de premier plan. Ses deux produits suivants, une pouliche et un poulain par War Front, meurent l'une à six mois et l'autre à deux jours. Elle est par la suite présentée à d'autres reproducteurs vedettes, Medaglia d'Oro, Into Mischief et Candy Ride, mais aucun de ses produits n'a pu se mettre en évidence en compétition.  

## Origines
Zenyatta appartient à la première année de production de Street Cry, qui fut un très bon compétiteur. Appartenant à l'écurie Godolphin, entrainé par Saeed Bin Suroor, il termina 3e de la Breeders' Cup Juvenile, mais c'est à 4 ans qu'il connut le sommet de sa carrière, avec une victoire dans la Dubaï World Cup, en 2002. Au haras, il n'a pas tardé à faire parler de lui, s'imposant très vite comme l'un des meilleurs jeunes étalons de la planète. L'un des plus chers aussi, puisqu'il fallait débourser $ 150 000 pour s'assurer ses services. Basé aux États-Unis, il fait la navette avec l'Australie et peut revendiquer, outre Zenyatta, le champion Street Sense (Kentucky Derby, Breeders' Cup Juvenile, Travers Stakes), et surtout la plus grande championne de l'histoire des courses australiennes, Winx. 

Côté maternel, le pedigree de Zenyatta est solide, et elle se recommande de son excellente sœur Balance (par Thunder Gulch), lauréate de trois groupes 1 (Las Virgenes Stakes, Santa Anita Oaks, Santa Margarita Handicap), tandis qu'une autre de ses sœurs, Treasure Trail (Pulpit) a donné l'Irlandais Long Island Sound (War Front), vainqueur des Diamond Stakes (Gr.3) et deuxième des Secretariat Stakes (Gr.1). 

### Pedigree
| Origines de Zenyatta (USA), jument baie brune née en 2004 | Origines de Zenyatta (USA), jument baie brune née en 2004 | Origines de Zenyatta (USA), jument baie brune née en 2004 | Origines de Zenyatta (USA), jument baie brune née en 2004 |
| --------------------------------------------------------- | --------------------------------------------------------- | --------------------------------------------------------- | --------------------------------------------------------- |
| Père Street Cry                                           | Machiavellian                                             | Mr. Prospector                                            | Raise a Native                                            |
| Père Street Cry                                           | Machiavellian                                             | Mr. Prospector                                            | Gold Digger                                               |
| Père Street Cry                                           | Machiavellian                                             | Coup de Folie                                             | Halo                                                      |
| Père Street Cry                                           | Machiavellian                                             | Coup de Folie                                             | Raise The Standard                                        |
| Père Street Cry                                           | Helen Street                                              | Troy                                                      | Petingo                                                   |
| Père Street Cry                                           | Helen Street                                              | Troy                                                      | La Milo                                                   |
| Père Street Cry                                           | Helen Street                                              | Waterway                                                  | Riverman                                                  |
| Père Street Cry                                           | Helen Street                                              | Waterway                                                  | Boulevard                                                 |
| Mère Vertigineux                                          | Kris S.                                                   | Roberto                                                   | Hail To Reason                                            |
| Mère Vertigineux                                          | Kris S.                                                   | Roberto                                                   | Bramalea                                                  |
| Mère Vertigineux                                          | Kris S.                                                   | Sharp Queen                                               | Princequillo                                              |
| Mère Vertigineux                                          | Kris S.                                                   | Sharp Queen                                               | Bridgework                                                |
| Mère Vertigineux                                          | For The Flag                                              | Forli                                                     | Aristophanes                                              |
| Mère Vertigineux                                          | For The Flag                                              | Forli                                                     | Trevisa                                                   |
| Mère Vertigineux                                          | For The Flag                                              | In The Offing                                             | Hoist The Flag                                            |
| Mère Vertigineux                                          | For The Flag                                              | In The Offing                                             | Mrs. Peterkin (famille 4-r)                               |